# Puss (musikgrupp)
Puss är en svensk bitpopmusikgrupp bestående av Tobi-Wan (Tobias von Hofsten) och LayDJ (Josefin Karlsson). De gör sin musik med ljud från två Game Boy-konsoler på vilka de använder programmet Little Sound DJ.

## Diskografi

### Album
- 2001 – We Are Puss

### Singlar
- 2003 – Master & Slave